# Красные Дома
Красные Дома — село в Елховском районе Самарской области. Административный центр сельского поселения Красные Дома. 

## География
Находится на берегу реки Чесноковка на расстоянии примерно 5 километров по прямой на юго-восток от районного центра села Елховка.

## История
Основано в 1837 году по местным данным, по официальным сведениям известно с 1849 года как Никольское (Николаевка). На 1910 год учтено 29 дворов, 217 человек, русские. Тогда имелись 2 церкви и 2 школы. Название Никольское (Николаевское) дано по имени Святого Николая Мирликийского.

## Население
Постоянное население составляло 819 человек (русские 82%) в 2002 году, 839 в 2010 году.